# Labdarúgás a 2010. évi nyári ifjúsági olimpiai játékokon
A 2010. évi nyári ifjúsági olimpiai játékokon a labdarúgás mérkőzéseinek Szingapúrban a Jalan Besar Stadionban rendezték augusztus 12. és 25. között. A fiúknál és a lányoknál is 6–6 csapat szerepelt, U-15-ös korosztályúak.

## Csapatok
| Kontinens     | Fiú              | Lány                     |
| ------------- | ---------------- | ------------------------ |
| Európa        | Montenegró (MNE) | Törökország (TUR)        |
| Afrika        | Zimbabwe (ZIM)   | Egyenlítői-Guinea (GEQ)  |
| Ázsia         | Szingapúr (SIN)  | Irán (IRI)               |
| Észak-Amerika | Haiti (HAI)      | Trinidad és Tobago (TRI) |
| Dél-Amerika   | Bolívia (BOL)    | Chile (CHI)              |
| Óceánia       | Vanuatu (VAN)    | Pápua Új-Guinea (PNG)    |

## Éremtáblázat
(A rendező ország csapata eltérő háttérszínnel, az egyes számoszlopok legmagasabb értéke, vagy értékei vastagítással kiemelve.)
| A 2010. évi nyári ifjúsági olimpiai játékok éremtáblázata labdarúgásban | A 2010. évi nyári ifjúsági olimpiai játékok éremtáblázata labdarúgásban | A 2010. évi nyári ifjúsági olimpiai játékok éremtáblázata labdarúgásban | A 2010. évi nyári ifjúsági olimpiai játékok éremtáblázata labdarúgásban | A 2010. évi nyári ifjúsági olimpiai játékok éremtáblázata labdarúgásban | Olimpia  |
| ----------------------------------------------------------------------- | ----------------------------------------------------------------------- | ----------------------------------------------------------------------- | ----------------------------------------------------------------------- | ----------------------------------------------------------------------- | -------- |
|                                                                         | Ország                                                                  | Arany                                                                   | Ezüst                                                                   | Bronz                                                                   | Összesen |
| 1.                                                                      | Bolívia (BOL)                                                           | 1                                                                       | 0                                                                       | 0                                                                       | 1        |
|                                                                         | Chile (CHI)                                                             | 1                                                                       | 0                                                                       | 0                                                                       | 1        |
|                                                                         |                                                                         |                                                                         |                                                                         |                                                                         |          |
| 2.                                                                      | Egyenlítői-Guinea (GEQ)                                                 | 0                                                                       | 1                                                                       | 0                                                                       | 1        |
|                                                                         | Haiti (HAI)                                                             | 0                                                                       | 1                                                                       | 0                                                                       | 1        |
|                                                                         |                                                                         |                                                                         |                                                                         |                                                                         |          |
| 3.                                                                      | Szingapúr (SIN)                                                         | 0                                                                       | 0                                                                       | 1                                                                       | 1        |
|                                                                         | Törökország (TUR)                                                       | 0                                                                       | 0                                                                       | 1                                                                       | 1        |
|                                                                         |                                                                         |                                                                         |                                                                         |                                                                         |          |
| Összesen                                                                | Összesen                                                                | 2                                                                       | 2                                                                       | 2                                                                       | 6        |

## Érmesek

### Fiú
| A 2010. évi nyári ifjúsági olimpiai játékok érmesei fiú labdarúgásban | A 2010. évi nyári ifjúsági olimpiai játékok érmesei fiú labdarúgásban | A 2010. évi nyári ifjúsági olimpiai játékok érmesei fiú labdarúgásban | A 2010. évi nyári ifjúsági olimpiai játékok érmesei fiú labdarúgásban |
| --------------------------------------------------------------------- | --------------------------------------------------------------------- | --------------------------------------------------------------------- | --------------------------------------------------------------------- |
| Arany                                                                 | Ezüst                                                                 | Bronz                                                                 |                                                                       |
| Bolívia (BOL)                                                         | Haiti (HAI)                                                           | Szingapúr (SIN)                                                       |                                                                       |

### Lány
| A 2010. évi nyári ifjúsági olimpiai játékok érmesei lány labdarúgásban | A 2010. évi nyári ifjúsági olimpiai játékok érmesei lány labdarúgásban | A 2010. évi nyári ifjúsági olimpiai játékok érmesei lány labdarúgásban | A 2010. évi nyári ifjúsági olimpiai játékok érmesei lány labdarúgásban |
| ---------------------------------------------------------------------- | ---------------------------------------------------------------------- | ---------------------------------------------------------------------- | ---------------------------------------------------------------------- |
| Arany                                                                  | Ezüst                                                                  | Bronz                                                                  |                                                                        |
| Chile (CHI)                                                            | Egyenlítői-Guinea (GEQ)                                                | Törökország (TUR)                                                      |                                                                        |